# Bernardo Gustavo di Baden-Durlach
Bernardo Gustavo di Baden-Durlach, nato Gustavo Adolfo; in tedesco Bernhard Gustav von Baden-Durlach (Castello di Karlsburg, 24 dicembre 1631 – Hammelburg, 26 dicembre 1677), è stato un militare, abate e cardinale tedesco.
Era figlio del margravio di Baden-Durlach Federico V di Baden-Durlach e della sua seconda moglie Eleonora di Salm-Laubach (1605-1633), figlia di Alberto Ottone I di Salms-Laubach.

## Biografia
Nipote e figlioccio del re di Svezia Gustavo II Adolfo, venne allevato nella fede luterana.
Divenuto maggior generale dell'esercito svedese, partecipò al conflitto svedese-polacco. Dopo un lungo viaggio, prima in Francia e poi in Italia, ed un soggiorno a Roma, si convertì al cattolicesimo, pronunciando la sua conversione in Alsazia, nel convento francescano di Hermolsheim, il 24 agosto 1660 e con la confermazione assunse anche il nome di Bernardo, in onore del margravio cattolico Bernardo II di Baden.
Nel 1663 entrò al servizio della Repubblica di Venezia partecipando alla guerra contro i turchi. Partecipò quindi alla battaglia di San Gottardo, nell'ambito della guerra contro i turchi. Nel 1665 Bernardo lasciò le armi ed entrò nel monastero benedettino di Rheinau, ove prese gli ordini minori e divenne canonico della Cattedrale di Colonia nel 1665.
Già nel 1666 divenne coadiutore dell'abate di Fulda e nel 1668 divenne amministratore di quella di Kempten, avendo il titolare dato segni di squilibrio mentale, e due anni dopo ne venne nominato coadiutore con diritto di successione. Nel 1671 divenne abate di Fulda e coadiutore dell'abbazia di Siegburg. Nel concistoro del 24 agosto 1671 papa Clemente X lo nominò cardinale presbitero di Santa Susanna.
Il 19 marzo 1668 fu ordinato sacerdote a Magonza. Nel 1671 venne consacrato vescovo a Baden il 12 aprile ed il 23 agosto ebbe la conferma imperiale come principe-abate di Fulda.
Nel 1673 divenne anche abate di Kempten ed in tale funzione portò a termine la ricostruzione della basilica di san Lorenzo in Kempten. Così fece anche erigere e decorare la Cappella di Ildegarda, andata distrutta nel 1804, nel palazzo della Residenz.
Per favorire i trasporti dei commercianti e degli artigiani, fece erigere nel 1673 un ponte sul fiume Iller presso Schwarzenbach.
Morì a soli 46 anni e venne sepolto a nella chiesa collegiata dell'abbazia di Fulda.

## Conclavi
Durante il suo periodo di cardinalato, Gustavo Bernardo partecipò al conclave del 1676 che elesse papa Innocenzo XI.

## Ascendenza
|                                             |                                     |                                      | Genitori                               |  |  | Nonni |  |  | Bisnonni                            |  |  | Trisnonni                         |  |
|                                             |                                     |                                      |                                        |  |  |       |  |  | Karl II, margravio di Baden-Durlach |  |  | Ernst, margravio di Baden-Durlach |  |
|                                             |                                     |                                      |                                        |  |  |       |  |  | Karl II, margravio di Baden-Durlach |  |  | Ernst, margravio di Baden-Durlach |  |
|                                             |                                     | Ursula von Rosenfeld                 |                                        |  |  |       |  |  | Karl II, margravio di Baden-Durlach |  |  |                                   |  |
| Georg Friedrich, margravio di Baden-Durlach |                                     |                                      |                                        |  |  |       |  |  | Karl II, margravio di Baden-Durlach |  |  |                                   |  |
|                                             |                                     | Anna von Pfalz-Veldenz               | Ruprecht, conte del Palatinato-Veldenz |  |  |       |  |  |                                     |  |  |                                   |  |
|                                             |                                     | Anna von Pfalz-Veldenz               | Ruprecht, conte del Palatinato-Veldenz |  |  |       |  |  |                                     |  |  |                                   |  |
|                                             |                                     | Anna von Pfalz-Veldenz               | Ursula zu Salm-Kyrburg                 |  |  |       |  |  |                                     |  |  |                                   |  |
| Friedrich V, margravio di Baden-Durlach     |                                     | Anna von Pfalz-Veldenz               |                                        |  |  |       |  |  |                                     |  |  |                                   |  |
|                                             |                                     | Friedrich I, conte di Salm-Neufville | Philipp Franz, conte di Salm-Neufville |  |  |       |  |  |                                     |  |  |                                   |  |
|                                             |                                     | Friedrich I, conte di Salm-Neufville | Philipp Franz, conte di Salm-Neufville |  |  |       |  |  |                                     |  |  |                                   |  |
|                                             |                                     | Friedrich I, conte di Salm-Neufville | Maria Aegyptiaca zu Oettingen          |  |  |       |  |  |                                     |  |  |                                   |  |
| Juliana Ursula von Salm-Neufville           |                                     | Friedrich I, conte di Salm-Neufville |                                        |  |  |       |  |  |                                     |  |  |                                   |  |
|                                             |                                     | Franziska von Salm                   | Johann VI, conte di Salm               |  |  |       |  |  |                                     |  |  |                                   |  |
|                                             |                                     | Franziska von Salm                   | Johann VI, conte di Salm               |  |  |       |  |  |                                     |  |  |                                   |  |
|                                             |                                     | Franziska von Salm                   | Claudia Louise de Stainville           |  |  |       |  |  |                                     |  |  |                                   |  |
| Bernhard Gustav von Baden-Durlach           |                                     | Franziska von Salm                   |                                        |  |  |       |  |  |                                     |  |  |                                   |  |
|                                             | Giovanni Giorgio I di Solms-Laubach | Federico Magnus I di Solms-Laubach   |                                        |  |  |       |  |  |                                     |  |  |                                   |  |
|                                             | Giovanni Giorgio I di Solms-Laubach | Federico Magnus I di Solms-Laubach   |                                        |  |  |       |  |  |                                     |  |  |                                   |  |
|                                             | Giovanni Giorgio I di Solms-Laubach | Agnese di Wied                       |                                        |  |  |       |  |  |                                     |  |  |                                   |  |
| Alberto Ottone di Solms-Laubach             | Giovanni Giorgio I di Solms-Laubach |                                      |                                        |  |  |       |  |  |                                     |  |  |                                   |  |
|                                             |                                     | Margarita di Schönburg-Glauchau      | Giorgio I di Schönburg-Glauchau        |  |  |       |  |  |                                     |  |  |                                   |  |
|                                             |                                     | Margarita di Schönburg-Glauchau      | Giorgio I di Schönburg-Glauchau        |  |  |       |  |  |                                     |  |  |                                   |  |
|                                             |                                     | Margarita di Schönburg-Glauchau      | Dorotea Reuss-Greitz                   |  |  |       |  |  |                                     |  |  |                                   |  |
| Eleonora di Salm-Laubach                    |                                     | Margarita di Schönburg-Glauchau      |                                        |  |  |       |  |  |                                     |  |  |                                   |  |
|                                             |                                     | Giorgio I d'Assia-Darmstadt          | Filippo I d'Assia                      |  |  |       |  |  |                                     |  |  |                                   |  |
|                                             |                                     | Giorgio I d'Assia-Darmstadt          | Filippo I d'Assia                      |  |  |       |  |  |                                     |  |  |                                   |  |
|                                             |                                     | Giorgio I d'Assia-Darmstadt          | Cristina di Sassonia                   |  |  |       |  |  |                                     |  |  |                                   |  |
| Anna d'Assia-Darmstadt                      |                                     | Giorgio I d'Assia-Darmstadt          |                                        |  |  |       |  |  |                                     |  |  |                                   |  |
|                                             |                                     | Maddalena di Lippe                   | Bernardo VIII di Lippe                 |  |  |       |  |  |                                     |  |  |                                   |  |
|                                             |                                     | Maddalena di Lippe                   | Bernardo VIII di Lippe                 |  |  |       |  |  |                                     |  |  |                                   |  |
|                                             |                                     | Maddalena di Lippe                   | Caterina di Waldeck-Eisenberg          |  |  |       |  |  |                                     |  |  |                                   |  |
|                                             |                                     | Maddalena di Lippe                   |                                        |  |  |       |  |  |                                     |  |  |                                   |  |